# Галкин, Иван Никитович
Иван Никитович Га́лкин (1924—1969, Харабали, Астраханская область, СССР) — участник Великой Отечественной войны, командир отделения 6-й роты 2-го стрелкового батальона 212-го гвардейского стрелкового полка 75-й гвардейской стрелковой дивизии 30-го стрелкового корпуса 60-й армии Центрального фронта, гвардии сержант, Герой Советского Союза (1943).

## Биография
Родился 8 марта 1924 года в селе Харабали Енотаевского уезда Астраханской губернии РСФСР СССР (ныне город Харабали Астраханской области Российской Федерации) в семье рыбака.
На фронте с 4 сентября 1943 года.
Гвардии сержант Галкин И. Н. отличился при форсировании реки Днепр севернее Киева, в боях при захвате и удержании плацдарма в районе сёл Глебовка и Ясногородка (Вышгородский район Киевской области) на правом берегу Днепра осенью 1943 года. В наградном листе командир 212-го гвардейского стрелкового полка 75-й гвардейской стрелковой дивизии гвардии полковник Борисов М. С. написал
:

Гвардии рядовой Галкин с 23 сентября 1943 года в составе взвода гвардии младшего лейтенанта Яржина первый форсировал реку Днепр и первый ворвался на пароход «Николаев», где взводом взяли в плен пароход «Николаев», баржу с военно-инженерным имуществом, станковый пулемёт, миномёт и двух человек из команды парохода.

Участвуя в бою за деревню Ясногородка, гвардии сержант Галкин действовал смело, решительно и отважно, уничтожил до 18 немецких солдат и офицеров.
Указом Президиума Верховного Совета СССР от 17 октября 1943 года за успешное форсирование реки Днепр севернее Киева, прочное закрепление плацдарма на западном берегу реки Днепр и проявленные при этом мужество и геройство гвардии сержанту Галкину Ивану Никитовичу присвоено звание Героя Советского Союза с вручением ордена Ленина и медали «Золотая Звезда».
После войны демобилизовался, жил и работал на родине, в селе Харабали Астраханской области.
Умер в 1969 году, похоронен в г. Харабали.

## Награды
- медаль «Золотая Звезда» № 8888 Героя Советского Союза (17 октября 1943 года);
- орден Ленина;
- медали.

## Память
- На родине Героя в г. Харабали Астраханской области в городском саду установлен его бюст.
- В учебном центре Сухопутных войск Вооруженных сил Украины «Десна» установлен бюст Героя.